# Fisura volcánica

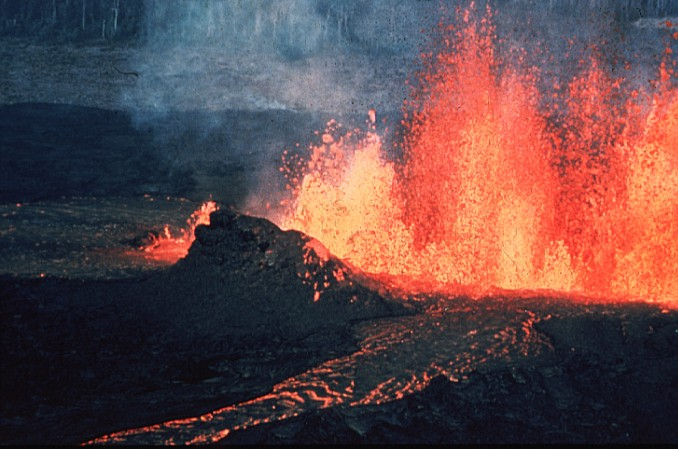
Fisura volcánica y canal de lava.

Una fisura volcánica o volcán fisural es una hendidura más o menos lineal en la corteza terrestre a través de la cual se expulsa lava, en general sin actividad explosiva. La fisura es usualmente de pocos metros de ancho y puede ser de varios kilómetros de largo. Pueden causar enormes flujos de basalto y canales de lava. El volcán tiene aspecto de una grieta en el suelo o en el lecho marino y no de cono elevado.

## Características
Los volcanes fisurales son difíciles de reconocer desde el suelo y desde el espacio, ya que no tienen un cráter central y la superficie circundante es bastante plana. Las fisuras estrechas pueden rellenarse con lava que se solidifica y, cuando la erosión remueve sus alrededores, la masa de lava puede permanecer sobre la superficie como un dique y se hunden hasta profundidades de unos pocos kilómetros. Las fisuras son comunes en zonas de distensión de la litosfera (rifts como Islandia y el Gran Valle del Rift de África).

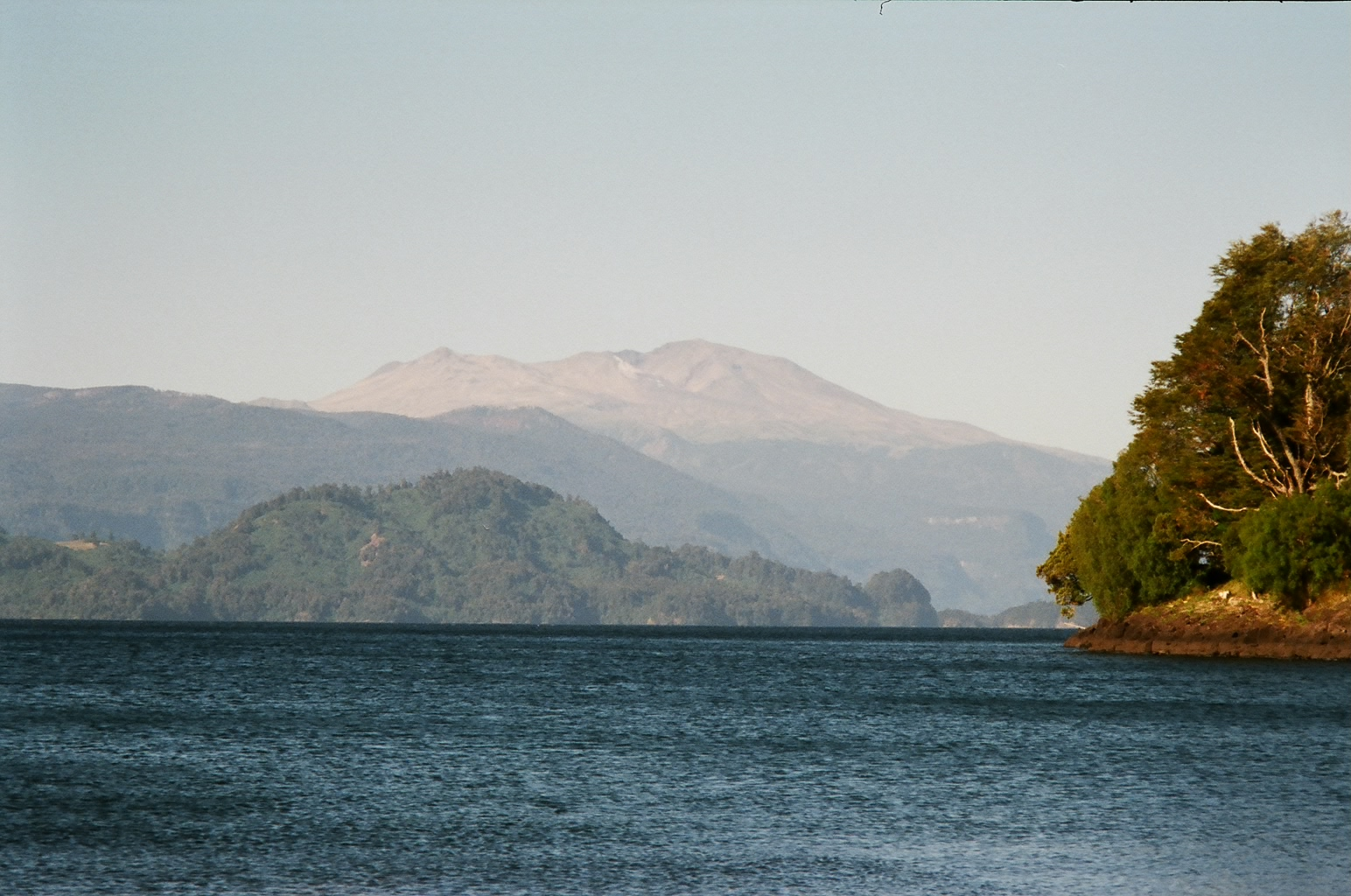
El complejo Puyehue-Cordón Caulle, en Chile, es un ejemplo de fisura volcánica.

En Islandia, las fisuras volcánicas son a menudo largas fisuras paralelas a la zona rift donde las placas litosféricas están divergiendo. Algunas erupciones ocurren a partir de nuevas fracturas paralelas situadas a cientos o miles de metros de las fisuras anteriores. Esta distribución construye generalmente una delgada meseta de lava más que un único edificio volcánico. El sistema de fisuras de Laki produjo la erupción más grande registrada en la historia, en forma de flujo basáltico, durante la erupción del Eldgjá en el año 934, la cual soltó 19,6 km³ de lava.
Las fisuras volcánicas radiales de los volcanes de Hawái producen “cortinas de fuego” como fuentes de lava que erupcionan a lo largo de una porción de una fisura. Estas provocan unas rampas bajas de salpicaduras basálticas en ambos lados de la fisura. Algunas fuentes de lava más aisladas a lo largo de la fisura producen pequeños cráteres y conos de escoria. Los fragmentos que forman un cono de salpicadura son lo suficientemente calientes y plásticos para soldarse entre ellos, mientras que los fragmentos que forman un cono de escoria se mantienen separados a causa de su temperatura más baja.